# Краснояр-I
Краснояр-I (баш. 1-се Ҡыҙылъяр) — село в Бардымском районе Пермского края на реке Тулва. Административный центр Красноярского сельского поселения.
Село находится на левом берегу Тулвы к югу от села Барда, от которого отделено рекой Барда (приток Тулвы). К юго-востоку от Краснояра-I расположено село Краснояр-II (на правом берегу Тулвы).
Через село проходит автодорога Барда — Куеда.

## Население
| 2005 | 2010  | 2021  |
| ---- | ----- | ----- |
| 1276 | ↗1354 | ↗1998 |

Ранее численность населения составляла: 990 человек (1869 год), 1519 человек (1926 год). В 1926 году в селе проживало 1470 башкир и 49 русских.

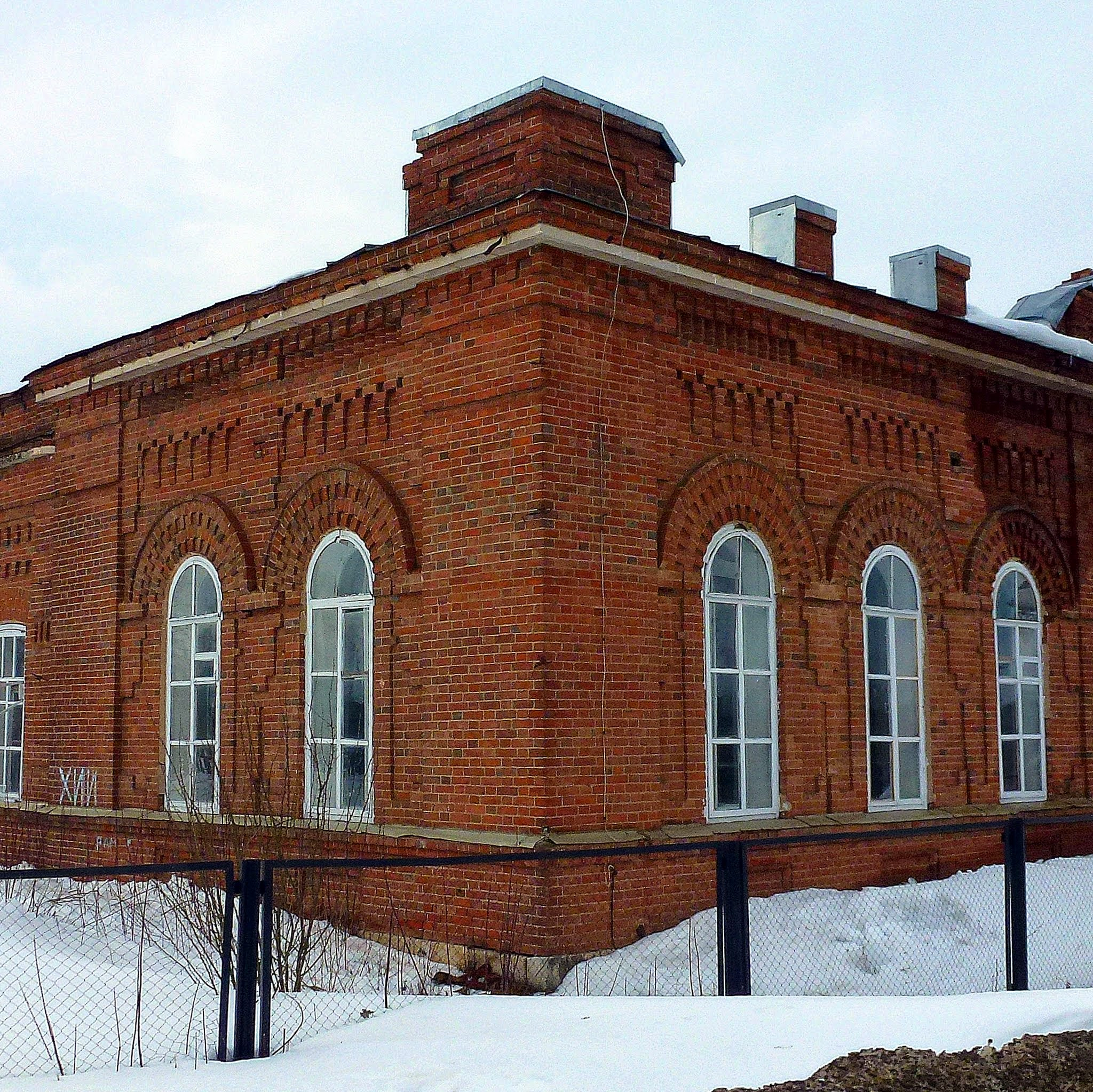

## Религия
Мечети
- Мечеть